# 福田正義 (囲碁棋士)
福田 正義（ふくだ まさよし、1899年〈明治32年〉 - 1981年〈昭和56年〉11月6日）は、日本の囲碁棋士。豊橋市出身、本因坊秀哉門下、日本棋院所属、八段。棋士として初めての海外派遣として、ドイツなど囲碁の海外普及に尽力した。

## 経歴
1911年に豊橋で催された福田銀二郎四段の追善囲碁大会に本因坊秀哉が出席し、この時に秀哉に八子で打ち、碁は負けたが、入門を許可されてこの年の4月に内弟子となった。1917年（大正6年）入段。1920年に自邸で少年研究会を開いていた大倉喜七郎に、小杉丁とともに連れられて青島、北京、京城に旅行し、海外への関心を強める。1921年、萬朝報の本因坊・方円社対抗碁戦出場（三段）。1923年の中央棋院設立に参加（四段）。また若手棋士の研究会六華会に参加。1922年に独立し、千葉県市川市に住む。1924年日本棋院設立に参加。1925年に兄弟子小岸壮二の妹須美子と結婚。1926年の院社対抗戦では日本棋院4番手として出場（五段）。
1936年に大倉喜七郎がベルリン訪問し、フェリックス・デューバル(Felix Dueball)らドイツ囲碁界からの講師派遣を依頼されたのを受け、1937年に日本棋院からドイツに派遣され、1941年まで滞在。1939年からは各国を行脚した。1942年六段。1943年に満州に派遣され、当時宮坂宷二が興していた満州棋院と別に、日本棋院満州別院を設立。
戦後1946年に満州から復員し、1948年に復活した大手合に参加。1950年アメリカ訪問。この時プリンストン大学にいた矢野健太郎の紹介で、アインシュタインに盤石を贈った。54年にも訪米して湯川秀樹と八子で対局し、盤石を贈る。1965年には増淵辰子団長でのヨーロッパ囲碁親善旅行に参加。1967年にも渡米。1968年に低血糖病で倒れて手合を休場。1971年大倉賞を受賞。1978年に『囲碁クラブ』誌に小岸壮二の伝記を執筆、同年8月引退、七段。1981年、勲五等双光旭日章受章。同年死去、追贈八段。
門下に藤沢秀行、榊原章二、石田章。学生碁界、地方碁界への貢献も大きい。

## 戦績
- 本因坊方円社対抗碁戦 1921年 ×小野田千代太郎、×岩本薫、1922年 ○田岡秀子、二子○中川亀三郎、×醍醐久吉
- 中央棋院選手勝継碁戦 1923年 ジゴ小岸壮二、○小岸壮二、×小杉丁、1924年 ○林有太郎、○村島義勝、三子○本因坊秀哉、×柴山文吾
- 院社対抗戦 1926年 ×小野田千代太郎
- 新進打切り碁戦 1927年 ×木谷実

## 著作
- 『独逸の思い出』壮光舎印刷 1979年